# Skövde
Skövde ([ˈɧœvˌde]) kiejtéseⓘ egy kisváros Dél-Svédországban, Västra Götaland megyében.

## Földrajz
Skövde a két legnagyobb svéd tó , a Vättern és a Vänern között helyezkedik el. A várost érintő nyugati fővasútvonal (Västra Stambanan) rendkívül fellendítette az ipart.

## Történelem
Skövde történelme a középkorig nyúlik vissza. A város címerén Szent Helena látható, aki a legenda szerint egy istenfélő skövdei nő volt. A szentté avatását III. Sándor pápa és Stefan uppsalai érsek kezdeményezték.
A középkori épületekből nem maradt semmi, mindegyik leégett az 1759-es tűzvész során, kivéve egy házat, a Helensgårdent. A tűzvész után a várost újjáépítették. Áthalad rajta A Stockholmot és Göteborgot összekötő út.

## Gazdaság
A Volvo üzeme 5000 embernek ad munkát.

## Oktatás
A Skövdei Egyetemnek 8000 hallgatója van hat karon. Az egyetem népszerű étteremmel rendelkezik, ami egyszerre 220 vendéget tud kiszolgálni.

## Külső hivatkozások
- Hivatalos honlap
- Sköfde, Nordisk familjebok (1917)